# Suzon de Terson
Œuvres principales
Poemes de Suzon de Terson
Suzanne de Terson dite Suzon de Terson, née en 1657 à Puylaurens ou à Castres et morte en 1684 ou 1685, est une poétesse française protestante en langue française et occitane.
Jeune fille protestante dans le contexte de la révocation de l'édit de Nantes, proche de l'Académie de Castres, elle écrit 81 poèmes en langue occitane ou française sur des sujets aussi variés que l'amour galant, la mort qui vient et le réconfort de Dieu. Ses poèmes, redécouverts en 1920, sont édités pour la première fois en 1968.

## Biographie

### Origines et formation
Suzon de Terson naît en 1657 à Puylaurens ou à Castres dans l'actuel département du Tarn. Elle est issue d'une famille de marchands aisés.
Comme 90% de la population de Puylaurens, la famille de Suzon de Terson est protestante. En août 1599, Antoine Ier de Terson participe à l'Assemblée générale à Castres des Églises et Colloques de Bas et Haut-Languedoc et de Haute-Guyenne.
Le père de Suzon de Terson, Antoine II de Terson, est avocat à la Chambre de l’Édit de Languedoc à Castres qui juge les litiges entre protestants et catholiques. Sa mère Marie Delcruzel est bordelaise. Son oncle est pasteur à Bruniquel.
Le couple, marié le 7 mai 1650, a neuf enfants :
- Suzon, l'aînée.

- Jean et Thomas, qui servent dans l'armée anglaise[2].
- Marc-Antoine, émigré et naturalisé anglais[2].
- David, resté en France, persécuté par la révocation de l'édit de Nantes en 1685 et emprisonné à Carcassonne en 1712[2].
- André, pasteur de Rotterdam en 1702[2].
- Deux derniers frères restés en France après 1685 et convertis au catholicisme[2].
- Isabeau[1].

Son père et son oncle assistent aux séances de l’Académie de Castres fondée en 1648 par Paul Pellisson et active jusqu’en 1670, où l'on pratique la poésie galante. L'Académie de Castres est elle-même en lien avec les milieux littéraires précieux parisiens. Ses frères David et André sont correspondants de l'Académie des Ricovrati de Padoue.

### Mariage et mort
À l'âge de 20 ans, le 10 ou 16 avril 1677, Suzon de Terson épouse le pasteur Élie Rivals. Probablement né vers 1640, il est formé à l'Académie protestante de Puylaurens où il soutient sa thèse de théologie. Il est pasteur à Calmont, à Castelnaudary puis à Puylaurens où il participe au fonctionnement de l'Académie protestante formant les futurs pasteurs. En 1681, le couple a un enfant : Jacques, mort jeune.
En 1684, le temple protestant est fermé et démoli. En 1685, l'Académie est fermée. Élie Rivals est poursuivi et emprisonné à Toulouse le 29 décembre 1684 pour avoir permis à un couple de protestants convertis au catholicisme d'entrer dans le temple. Il s'exile aux Pays-Bas avec sa belle-mère Marie Delcruzel, son fils Jacques Rivals et sa belle-sœur Isabeau de Terson mais sans Suzon de Terson qui soit reste à Puylaurens en raison de son état de santé, soit est déjà morte à cette date. Elle meurt donc probablement à la fin de l'année 1684 ou en 1685, à l'âge de 28 ans.
Le 24 avril 1686, Élie Rivals participe au Synode des Églises wallonnes des Pays-Bas à Rotterdam. En 1688, il prêche à Amsterdam « au bout du Louwiersgraft ». En 1691, il signe la déclaration publiée par un groupe de pasteurs. Il meurt à Amsterdam en 1692,.

### Poésie
On conserve 81 poèmes de Suzon de Terson, dont 15 en occitan, composés entre 1671 (elle a alors 14 ans) et 1684. Ils sont majoritairement d'inspiration galante. Elle s'essaye à plusieurs formes : élégie, stances, églogue, sonnet, bouts-rimés, madrigal, rondeau.
Son premier madrigal est écrit à 15 ans :
| Per qué vols tant que nos aimem ? Eh ! qui me respondràque tu sias totjorn tendre ? Ah ! non, nos aimem pas, se podem no’n desfendre. Aquo’s l’afar : consí poirem ? | Pourquoi veux-tu tant que nous nous aimions ? Eh ! qui me répondra que tu seras toujours tendre ? Ah ! non, ne nous aimons pas, si nous pouvons nous en détendre. Voilà l’affaire, comment pourrons-nous ? |

Félix Castan repère trois périodes poétiques dans l'oeuvre de Suzon de Terson : classique de ses 17 à ses 18 ans (XVIII-XXXVI), romantique de ses 18 à 20 ans (XXXVII-LXI) et baroque de ses 20 à 26 ans (LXII-LXXXI).

Ses derniers poèmes laissent transparaître ses souffrances physiques qui annoncent sa mort prochaine, notamment les Stances chrétiennes écrites en 1683 (LXXIX) :
« Depuis qu’un mal cruel m’agite et me tourmente,

Je meurs presque en vivant. Chacun plaint ma langueur.

Trop faible pour mes maux, mon cœur s’en épouvante

Et craint de succomber sous sa vive douleur.

Misérable mortel, dans ton aveugle envie,

Tu meurs cent fois le jour et tu crains de mourir !

Hélas ! de quoi te sert la vie

Si tu ne vis que pour souffrir ?

Mon corps souffre, il est vrai, mille douleurs cruelles !

Mais mon âme s’élève au moment qu’il s’abat,

Et mon Dieu me fait voir dans un si triste état

Mille délices éternelles. »

## Postérité
Une impasse de Puylaurens porte son nom.

### Sources
Le manuscrit non autographe de 115 pages intitulé Poemes de Suzon de Terson est copié par Louis Pons, consul de Puylaurens en 1682. Il est découvert en 1920 par Antonin Perbosc chez le libraire Masson de Montauban. Antonin Perbosc le transmet à René Nelli, qui le fait relier vers 1945. René Nelli prononce une conférence au sujet de Suzon de Terson avant de transmettre à son tour le manuscrit à Pierre-Louis Berthaud. Ce dernier publie quelques articles à son sujet. Ce n'est qu'en 1968 que les poèmes de Suzon de Terson sont édités pour la première fois, sous la direction de Christian Anatole.
En 1979, le manuscrit entre dans le fonds Anatole du Centre international de documentation occitane. Il est aujourd'hui conservé au Centre international de recherche et de documentation occitanes - Institut Occitan de Cultura.
- « Poésies diverses de Demoiselle Suzon de Terson [Manuscrit] », Mediatèca occitana, CIRDOC-Béziers, Ms 6, sur https://occitanica.eu (consulté le 8 avril 2024).

- Suzon de Terson et Christian Anatole (édition), Poésies diverses de demoiselle Suzon de Terson 1657-1685, Nîmes, Lo Libre Occitan, coll. « Fabri de Peiresc », 1968 (OCLC 489791092)[6].